# Гузь, Дмитрий Владимирович
Дми́трий Влади́мирович Гузь (род. 15 мая 1988, Красный Сулин, Ростовская область, СССР) — российский футболист, защитник.

## Биография
Родился 15 мая 1988 года в городе Красный Сулин Ростовской области и является воспитанником местного футбола. Профессиональную карьеру начал там же, в клубе «Ника», за который изначально выступал в любительской лиге, а затем и в ПФЛ, где отыграл 28 матчей и забил 2 гола. В 2009 году выступал за другой клуб лиги «Батайск-2007». В 2010 году подписал контракт с клубом ФНЛ «Ротор», где выступал на протяжении четырёх сезонов. В сезоне 2010 «Ротор» занял 17 место и покинул лигу, но выиграв в следующем сезоне Первенство ПФЛ, вернулся в ФНЛ. В 2014 году игрок подписал контракт с клубом «Тюмень», за который провёл 17 матчей. Летом 2015 года по приглашению тренера Олега Веретенникова, с которым игрок уже работал в «Роторе», перешёл в «Луч-Энергию». Летом 2016 года вернулся в «Тюмень».

## Достижения
«Ротор»
- Победитель первенства ПФЛ (зона «Юг»): 2011/12

«Арарат-Армения»
- Чемпион Армении: 2018/19
- Обладатель Суперкубка Армении: 2019